# Wendenstöcke
Wendenstöcke är en bergstopp i Schweiz.   Den ligger i distriktet Interlaken-Oberhasli och kantonen Bern, i den centrala delen av landet, 70 km öster om huvudstaden Bern. Toppen på Wendenstöcke är 3 042 meter över havet, eller 368 meter över den omgivande terrängen. Bredden vid basen är 2,6 km.
Terrängen runt Wendenstöcke är huvudsakligen mycket bergig. Närmaste större samhälle är Engelberg, 6,8 km norr om Wendenstöcke. 
Trakten runt Wendenstöcke består i huvudsak av gräsmarker. Runt Wendenstöcke är det mycket glesbefolkat, med 3 invånare per kvadratkilometer.